# 牛津大学普通法评论
牛津大学普通法评论，英語：。
《牛津大学普通法评论》同《牛津法学研究》（Oxford Journal of Legal Studies）、《牛津大学比较法论坛》（Oxford University Comparative Law Forum）、《牛津大学研究论文集》（University of Oxford Legal Research Paper Series）并列为牛津大学四大官方法学期刊。创办于2001年，多采用法学与其它学科交叉文章。